# تامسون رویترز
تامسون رویترز (به انگلیسی: Thomson Reuters) شرکت چندملیتی رسانه‌های گروهی است، که در سال ۲۰۱۰ از سوی اینتربرند وابسته به گروه اومنیکام رتبه نام تجاری پیشرو شرکت‌های بزرگ را به دست‌آورد و به‌عنوان با ارزش‌ترین برند در کشور کانادا شناخته شد.
شرکت تامسون رویترز در سال ۲۰۰۸ در پی خریداری شرکت بریتانیایی رویترز گروپ توسط تامسون کورپوریشن تأسیس شد و در حال حاضر شرکت وودبریج کمپانی که متعلق به خانواده تامسون می‌باشد، با در اختیار داشتن ۵۳٪ درصد از سهام تامسون رویترز، مالک اصلی آن به‌شمار می‌آید.
ریشه‌های تأسیس تامسون کورپوریشن به سال ۱۹۳۴ بازمی‌گردد، که رُی هربرت تامسون اقدام به راه‌اندازی روزنامه تیمینز دیلی پرس در انتاریو، کانادا نمود. رویترز گروپ نیز در سال ۱۸۵۱ توسط پل جولیوس رویتر در شهر لندن، بریتانیا تأسیس شد.
دفتر مرکزی شرکت تامسون رویترز در تورنتو، اونتاریو در کانادا قرار دارد و بخشی از سهام آن در بازارهای بورس نیویورک و بورس تورنتو معامله می‌شود. شمار کارکنان این شرکت بیش از ۶۰ هزار نفر بوده، که در دفاتر تامسون رویترز که در ۱۰۰ کشور جهان مستقر می‌باشند، فعالیت می‌کنند.

## تاریخ
این شرکت توسط Roy هربرت تامسون در سال ۱۹۳۴ (میلادی) در انتاریو به عنوان ناشری از The Timmins Daily Press تأسیس شد. در سال ۱۹۵۳ (میلادی) تامسون روزنامه اسکاتلندی به دست آورد و به اسکاتلند در سال بعد نقل مکان کرد. سرانجام او موقعیت رسانه‌ای خود را در اسکاتلند در سال ۱۹۵۷ (میلادی) تثبیت کرد. همچنین او به خاک انگلیس رفت و به اکتشاف نفت و گاز در سال ۱۹۷۱ (میلادی) در زمانی که او در یک کنسرسیوم برای بهره‌برداری از ذخایر در دریای شمال شرکت کرده بود، نائل شد. در سال ۱۹۸۹ (میلادی)، روزنامه تامسون با شرکت تامسون ادغام شد. در سال ۱۹۹۶ (میلادی) شرکت تامسون به‌طور مؤثر دو برابر اندازه آن و به سودآوری در آینده با خرید انتشارات غرب دست یافت.